# Malek Jahan Khanom

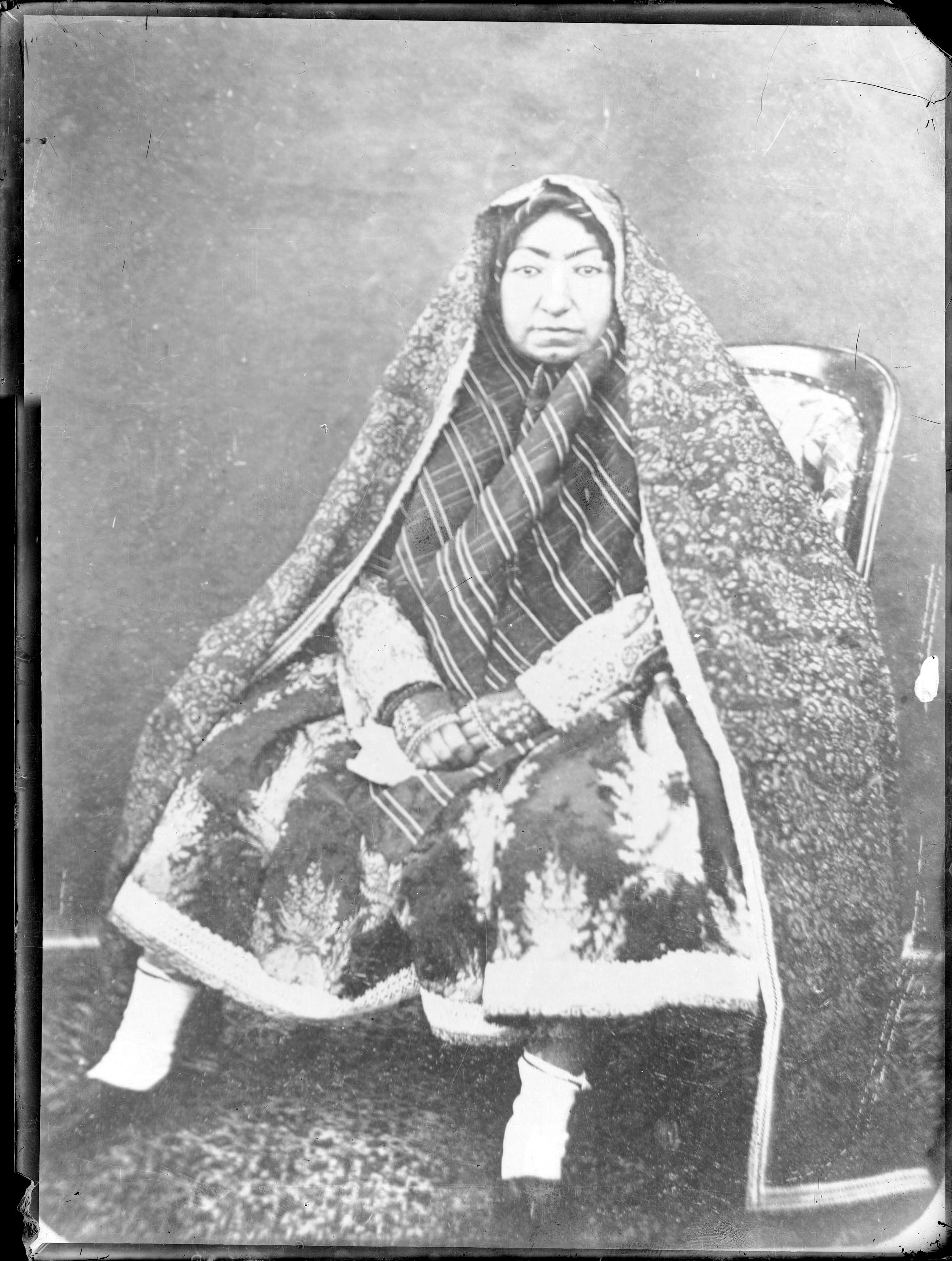
Malek Jahan Khanom

Malek Jahan Khanom (persisch ملک جهان خانم;  26. Februar 1805 in Täbris – 2. April 1873 in Teheran), auch bekannt als Mahd-e Olia (persisch مهد علیا), war die Frau von Mohammad Schah Kadschar von Persien und die Mutter von Nāser ad-Din Schāh. Sie war für einen Monat, vom 5. September bis zum 5. Oktober 1848, nach dem Tod ihres Mannes und bis zur Thronbesteigung ihres Sohnes De-facto-Regentin des Persischen Reiches.